# Gabriel Pereira de Castro
Gabriel Pereira de Castro (Braga, 7 de febrero de 1571 — Lisboa, 18 de octubre de 1632) fue un poeta y magistrado portugués.

## Vida
Ordenado presbítero en Braga, estudió Derecho en la Universidad de Coímbra, y fue profesor y juez del Tribunal da Relação (1606) en Oporto, y de la Casa da Suplicação, corregidor y procurador general de las órdenes militares. Escribió varios libros de Derecho, y poesías en español, portugués y latín, así como un poema épico en octavas reales en diez cantos titulado Ulisseia ou Lisboa Edificada, en el que narraba la fundación de Lisboa por el héroe Ulises. Esta obra fue publicada por su hermano, Luís Pereira de Castro, en 1636.
A causa de haber condenado a un individuo, acusado de haber profanado el sagrario del Panteão Nacional, en la Igresia de Santa Engrácia de Lisboa, que más tarde se demostró inocente, Gabriel Pereira de Castro vivió sus últimos años de vida mentalmente perturbado.
Lope de Vega dedicó un soneto a Gabriel Pereira de Castro.

## Obra
- Decisiones Supremi, Eminentissimeque Senatus Portugalliae (Lisboa, 1621);
- De Manu Regia Tractatus (2 tomos, Lisboa, 1622-1625);
- Ulisseia ou Lisboa Edificada (Lisboa, 1636);
- Monomachia sobre as Concórdias que os Reis Fizeram com os Prelados de Portugal (Lisboa, 1738).

- Datos: Q603706
- Multimedia: Gabriel Pereira de Castro / Q603706